# Marek Łbik

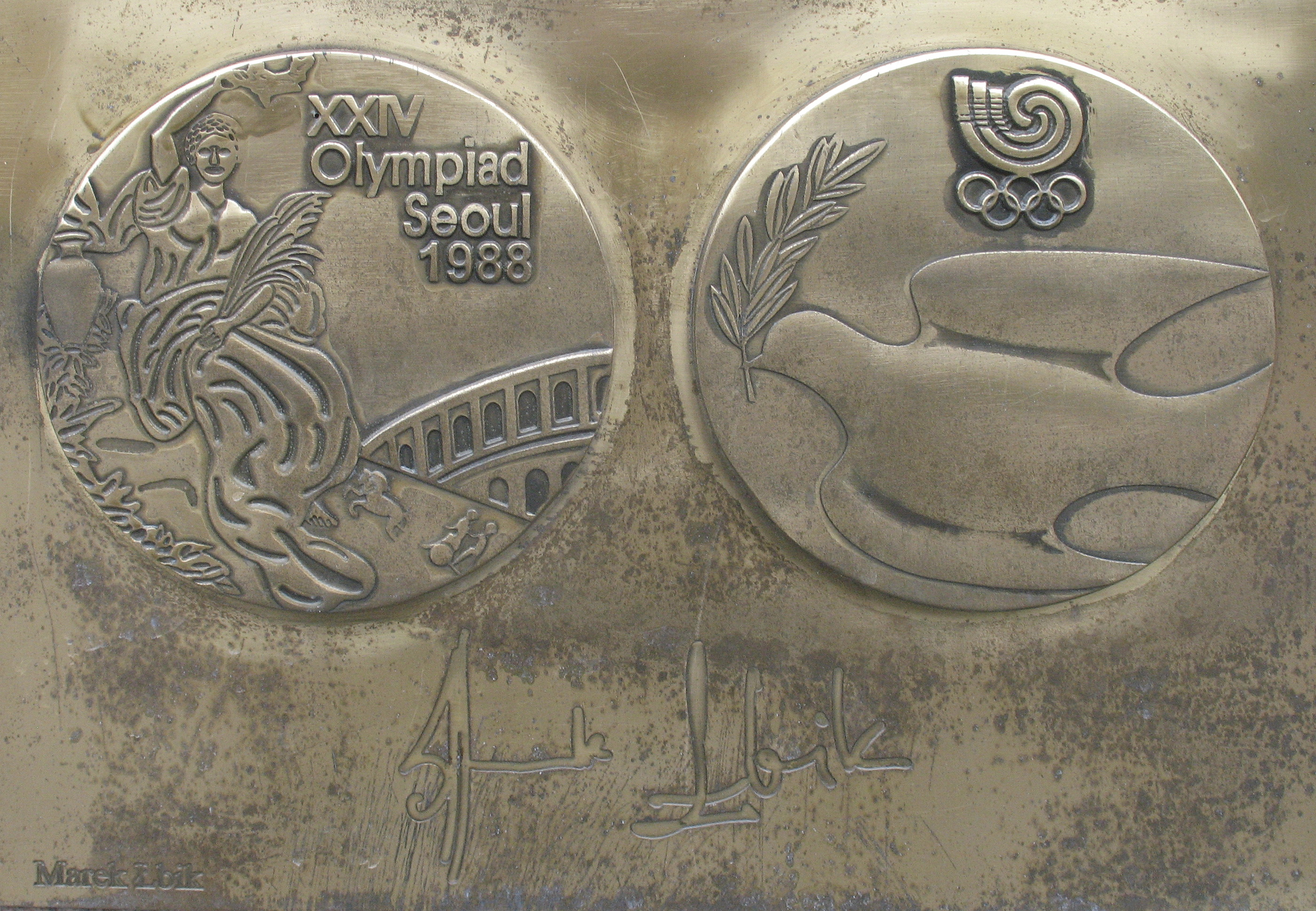
Kopia medalu i autografu M. Łbika w Alei Gwiazd Sportu w Dziwnowie

Marek Antoni Łbik (ur. 30 stycznia 1958 w Poznaniu) – polski kajakarz, dwukrotny mistrz świata (1986, 1987), dwukrotny medalista olimpijski z Seulu (1988), wielokrotny mistrz Polski, większość sukcesów odniósł w duecie z Markiem Dopierałą, z którym w 1987 zwyciężył także w Plebiscycie Przeglądu Sportowego na najlepszego sportowca roku.

## Życiorys
Przez całą karierę związany był z Wartą Poznań. Treningi rozpoczął w 1969, początkowo jako kajakarz, następnie kanadyjkarz. W 1977 ukończył liceum zawodowe w Poznaniu.
Pierwsze tytuły mistrza Polski zdobył w 1978, w tym samym roku bez sukcesu zadebiutował na mistrzostwach świata, pierwszy medal mistrzostw świata w 1979 (brązowy w konkurencji C-2 500 m razem z Piotrem Pawłowskim. W 1980 debiutował na Igrzyskach Olimpijskich w Moskwie, nie odnosząc jednak większego sukcesu (5 m. w konkurencji C-1 500 m, w C-1 1000 odpadł w eliminacjach). Od 1984 tworzył osadę z Markiem Dopierałą, odnosząc z nim w kolejnych latach swoje największe sukcesy (trenerem kadry prowadzącym tę osadę był Stanisław Rybakowski).
Pierwszym sukcesem  w nowej osadzie był brązowy medal w konkurencji C-1000 m na zawodach Przyjaźń-84. W 1985 wywalczył wicemistrzostwo świata w konkurencji C-2 500 m i brązowy medal w konkurencji C-2 1000 m. W 1986 został po raz pierwszy mistrzem świata, w nieolimpijskiej konkurencji C-2 10000 m (było to pierwszy złoty medal mistrzostw świata w historii startów polskich kanadyjkarzy), zdobywając także wicemistrzostwo świata w konkurencji C-2 1000 m. Wyniki te przyniosły mu wraz z M. Dopierałą drugie miejsce w Plebiscycie Przeglądu Sportowego na najlepszego sportowca roku 1986. W 1987 osiągnął jeszcze większy sukces, zdobywając mistrzostwo świata w konkurencji C-2 500 m i wicemistrzostwo w konkurencji C-2 1000 m, co przyniosło mu także zwycięstwo razem z partnerem z osady w Plebiscycie Przeglądu Sportowego na najlepszego sportowca roku 1987.
W 1988 był razem z M. Dopierałą kandydatem do złotego medalu Igrzysk Olimpijskich, jednak przygotowania zakłóciły najpierw choroba M. Łbika, następnie kontuzja M. Dopierały. Ostatecznie w Seulu wywalczył wicemistrzostwo olimpijskie w konkurencji C-2 500 m i brązowy medal w konkurencji C-2 1000 m. W Plebiscycie Przeglądu Sportowego w 1988 po raz trzeci z rzędu zajął miejsce w pierwszej trójce, tym razem trzecie.
Po rezygnacji M. Dopierały z dalszych startów, w 1989 wystartował na mistrzostwach świata w parze z Tomaszem Goliaszem, zdobywając wicemistrzostwo w konkurencji C-2 500 m. Ostatni raz na mistrzostwach świata wystąpił w 1990, nie zdobywając jednak żadnego medalu. W tym samym roku zdobył swój ostatni w karierze tytuł mistrza Polski, w konkurencji C-1 500 m. Zakończył karierę w 1991.
Po zakończeniu kariery został przedsiębiorcą w branży paliwowej, jest także działaczem sportowym, m.in. został członkiem zarządu Polskiego Komitetu Olimpijskiego i Polskiego Związku Kajakowego.
W 1999 został prezesem KS Warta Poznań.

## Wyniki sportowe

### Igrzyska Olimpijskie
- 1980: C-1 500 – 5 m., C-1 1000 m – odpadł w eliminacjach
- 1988: C-2 500 – 2 m., C-2 1000 m – 3 m.

### Mistrzostwa świata
- 1978: C-2 10000 m – zdyskwalifikowany (z Markiem Plochem)
- 1979: C-2 500 – 3 m., C-2 1000 m – 8 m., C-2 10000 m – 10 m. (we wszystkich startach z Piotrem Pawłowskim)
- 1981: C-2 500 m – 4 m., C-2 1000 m – 5 m. (w obu startach z Markiem Wisłą)
- 1983: C-2 500 m – 8 m., C-2 1000 m – 4 m. (w obu startach z Markiem Wisłą)
- 1985: C-2 500 m – 2 m., C-2 1000 m – 3 m. (w obu startach z Markiem Dopierałą)
- 1986: C-2 500 m – 6 m., C-2 1000 m – 2 m., C-2 10000 m – 1 m. (we wszystkich startach z Markiem Dopierałą)
- 1987: C-2 500 m – 1 m., C-2 1000 m – 2 m. (w obu startach z Markiem Dopierałą)
- 1989: C-2 500 m – 2 m., C-2 1000 m – 5 m. (w obu startach z Tomaszem Goliaszem), C-4 500 m – 4 m., C-4 1000 m – 6 m. (w obu startach z Tomaszem Darskim, Tomaszem Goliaszem i Andrzejem Sołoduchą)
- 1990: C-2 500 m – 6 m. (z Tomaszem Goliaszem, C-4 500 m – 6 m., C-4 1000 m – 8 m. (w obu startach z Tomaszem Darskim, Tomaszem Goliaszem i Andrzejem Sołoduchą)

### ZawodyPrzyjaźń 84
- 1984: C-2 500 m – 4 m. (z Markiem Wisłą), C-2 1000 m – 3 m. (z Markiem Dopierałą)

### Mistrzostwa Polski
Na mistrzostwach Polski zdobył 32 tytuły mistrzowskie:
- C-1 500 m: 1981, 1982, 1983, 1985, 1986, 1987, 1989, 1990
- C-2 500: 1979, 1980 (w obu startach z Piotrem Pawłowskim), 1984 (z Dariuszem Bresińskim), 1988 (z Markiem Dopierałą)
- C-1 1000 m: 1981, 1982, 1983, 1985, 1986, 1987, 1989
- C-2 1000 m: 1978, 1980 (w obu startach z Piotrem Pawłowskim), 1988 (z Markiem Dopierałą)
- C-1 10000 m: 1986, 1987, 1989
- C-2 10000 m: 1978, 1980 (w obu startach z Piotrem Pawłowskim), 1988 (z Markiem Dopierałą)
- C-1 długodystansowe: 1985, 1986, 1987, 1988

## Wyróżnienia
- Krzyż Kawalerski Orderu Odrodzenia Polski
- 1. (1987), 2. (1986) i 3. miejsce (1988) w Plebiscycie Przeglądu Sportowego na najlepszego sportowca Polski (razem z Markiem Dopierałą)
- Najlepszy Sportowiec Wielkopolski w Plebiscycie Głosu Wielkopolskiego - 1986, 1987
- wyróżnienie Fair Play Polskiego Komitetu Olimpijskiego za całokształt kariery sportowej - 1996